# Boca

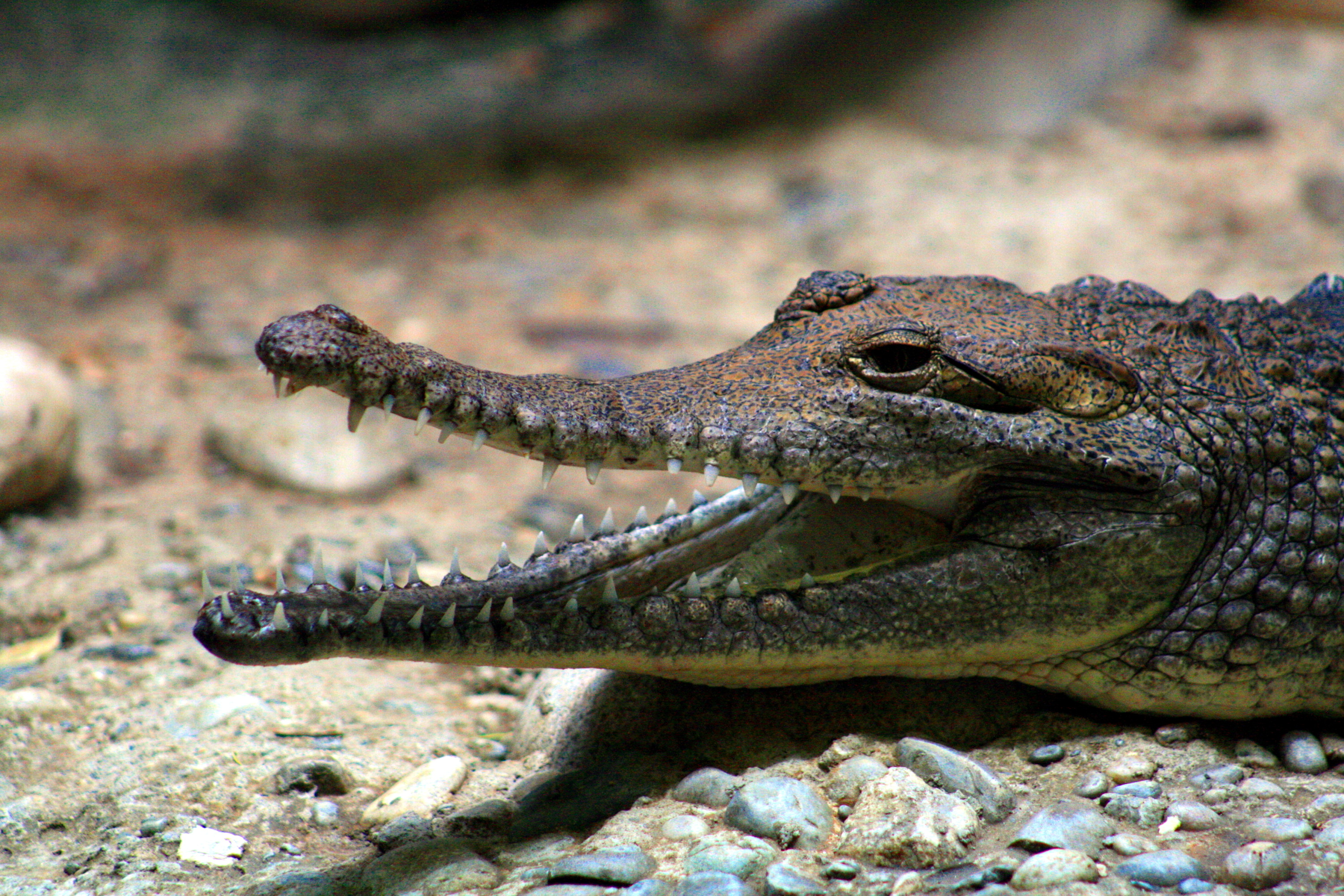
Un cocodrilo de agua dulce en el zoológico de Basilea en Suiza

En anatomía animal, la boca, también conocida como cavidad oral o cavidad bucal (en latín cavum oris), es la abertura a través de la cual muchos animales ingieren alimentos y emiten sonidos vocales. Es también la cavidad que se encuentra en el extremo anterior de los aparatos digestivo y respiratorio, delimitada por fuera por los labios y por dentro por la faringe y que contiene en los vertebrados superiores la lengua y los dientes. Esta cavidad se conoce también como cavidad bucal, del latín bucca ("mejilla").
Algunos filos de animales, incluidos los vertebrados, tienen un aparato digestivo completo, con una boca en un extremo y un ano en el otro. Qué extremo se forma primero en la ontogenia es un criterio utilizado para clasificar a los animales en protóstomos y deuteróstomos.

## Desarrollo

Desarrollo de la boca y el ano en protóstomos y deuteróstomos

En los primeros animales multicelulares, probablemente no había boca ni intestinos y las partículas de comida eran engullidas por las células de la superficie exterior mediante un proceso conocido como endocitosis. Las partículas se encerraban en vacuolas en las que se secretaban enzimas y la digestión tenía lugar de forma intracelular. Los productos digestivos eran absorbidos por el citoplasma y difundidos a otras células. Esta forma de digestión es utilizada hoy en día por organismos simples como la ameba y el paramecio y también por esponjas que, a pesar de su gran tamaño, no tienen boca ni intestinos y se alimentan por endocitosis.
La gran mayoría de los otros organismos multicelulares tienen una boca y un intestino, cuyo revestimiento es continuo con las células epiteliales de la superficie del cuerpo. Unos pocos animales que viven de forma parasitaria tenían originalmente intestinos pero han perdido secundariamente estas estructuras. El intestino original de los organismos multicelulares probablemente consistía en un simple saco con una sola abertura, la boca. Muchos invertebrados modernos tienen un sistema de este tipo, en el que la comida es ingerida por la boca, parcialmente descompuesta por las enzimas secretadas en el intestino, y las partículas resultantes son engullidas por las otras células del revestimiento del intestino. Los residuos indigeribles son expulsados por la boca
En animales al menos tan complejos como una lombriz de tierra, el embrión forma una hendidura en un lado, el blastoporo, que se profundiza para convertirse en el arquénteron, la primera fase en la formación del intestino. En los deuteróstomos, el blastoporo se convierte en el ano, mientras que el intestino finalmente se desarrolla en forma de túnel para hacer otra abertura, que forma la boca. En los protostomas, se solía pensar que el blastoporo formaba la boca (proto significa "primero") mientras que el ano se formaba más tarde como una abertura hecha por el otro extremo del intestino. Sin embargo, investigaciones más recientes muestran que en los protostomas los bordes del blastoporo en forma de hendidura se cierran en el centro, dejando aberturas en ambos extremos que se convierten en la boca y el ano.

## Anatomía

### Invertebrados

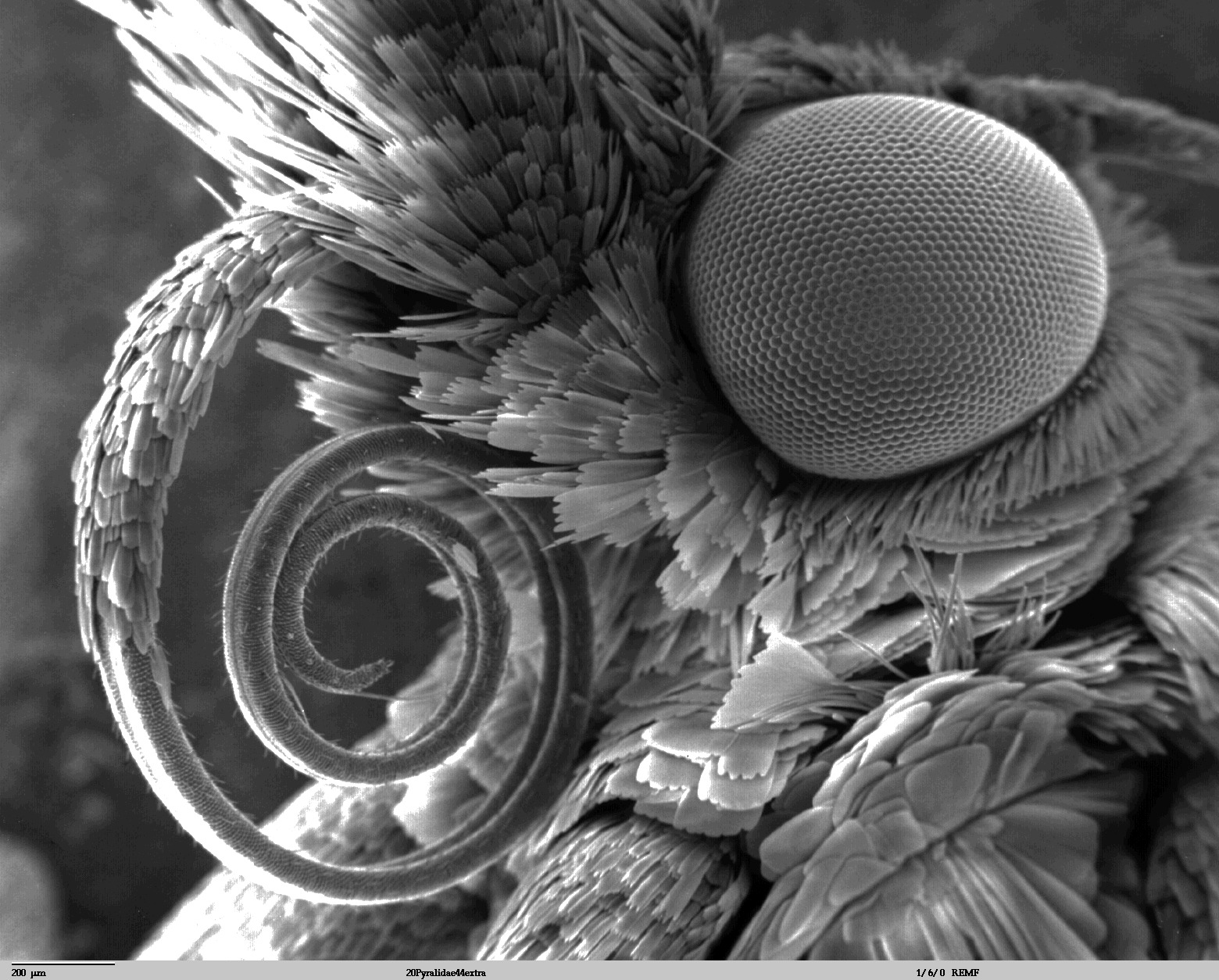
Lengua de mariposa

Aparte de las esponjas y los placozoos, casi todos los animales tienen una cavidad intestinal interna que está revestida de células gastrodérmicas. En los invertebrados menos avanzados, como la anémona de mar, la boca también actúa como un ano. Los músculos circulares alrededor de la boca son capaces de relajarse o contraerse para abrirla o cerrarla. Una franja de tentáculos empuja el alimento dentro de la cavidad y puede abrirse lo suficiente para acomodar presas grandes. La comida pasa primero a la faringe y la digestión ocurre extracelularmente en la cavidad gastrovascular. Los anélidos tienen un tubo simple y la posesión de un ano les permite separar la digestión de sus alimentos de la absorción de los nutrientes. Muchos moluscos tienen un rádula que  utilizan para raspar partículas microscópicas de las superficies. En los invertebrados con exoesqueletos duros, varias partes bucales pueden estar involucradas en el proceso de la alimentación. Los insectos tienen una serie de piezas bucales adaptadas a su modo de alimentarse. Éstas incluyen mandíbulas, maxilares y labios y pueden modificarse en apéndices adecuados para masticar, cortar, perforar, esponjar y chupar. Los decápodos tienen seis pares de apéndices bucales, un par de mandíbulas, dos pares de maxilares y tres de maxilipedos. Los erizos de mar tienen un conjunto de cinco placas calcáreas afiladas que se utilizan como mandíbulas y se conocen como la linterna de Aristóteles.

### Vertebrados
En los vertebrados, la primera parte de los aparatos digestivo y respiratorio es la «cavidad bucal», comúnmente conocida como la «boca». La cavidad bucal de un pez está separada de la cavidad opercular por las branquias. El agua entra por la boca, pasa por las branquias y sale por el opérculo o las ranuras de las branquias. Casi todos los peces tienen mandíbulas y pueden agarrar la comida con ellas, pero la mayoría se alimenta abriendo sus mandíbulas, expandiendo su faringe y chupando los alimentos. La comida puede ser sostenida o masticada por los dientes ubicados en las mandíbulas, en el techo de la boca, en la faringe o en los arcos branquiales

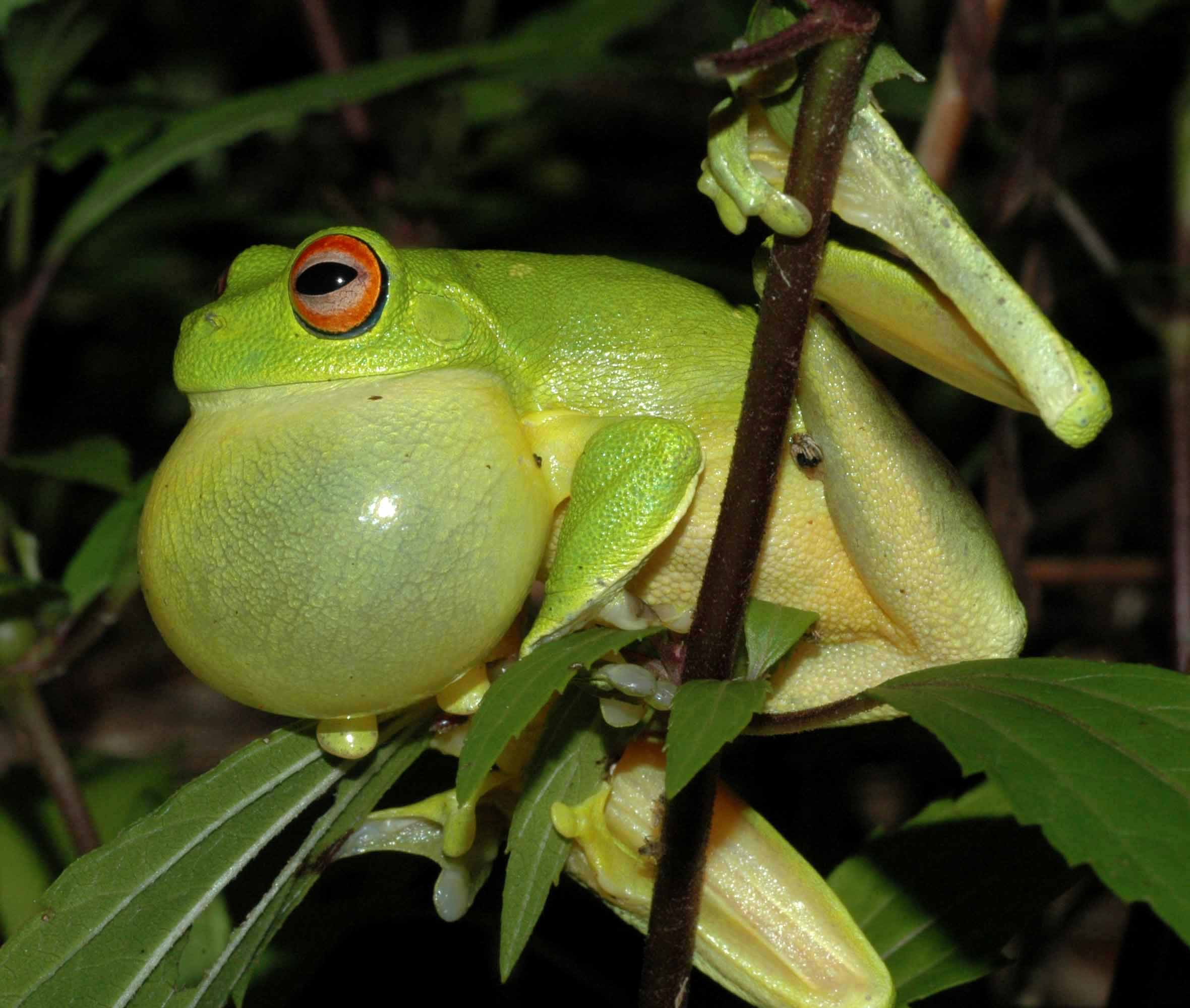
Litoria chloris llamando

Casi todos los anfibios son carnívoros de adultos. Muchos atrapan a sus presas sacando una lengua alargada con una punta pegajosa y llevándola a la boca donde sostienen a la presa con sus mandíbulas. Luego tragan su comida entera sin masticar mucho. Típicamente tienen muchos dientes pedicelulares pequeños, cuyas bases están adheridas a las mandíbulas mientras que las coronas se rompen a intervalos y son reemplazadas. La mayoría de los anfibios tienen una o dos filas de dientes en ambas mandíbulas, pero algunas ranas carecen de dientes en la mandíbula inferior. En muchos anfibios también hay dientes de vomer adheridos al hueso en el techo de la boca.
Las bocas de los reptiles son en gran medida similares a las de los mamíferos. Los cocodrilos son los únicos reptiles que tienen dientes anclados en las cavidades de sus mandíbulas. Son capaces de reemplazar cada uno de sus aproximadamente 80 dientes hasta 50 veces durante su vida. La mayoría de los reptiles son carnívoros o insectívoros, pero las tortugas son herbívoras. Al carecer de dientes adecuados para masticar eficientemente su comida, las tortugas a menudo tienen gastrolitos en su estómago para moler aún más el material vegetal. Las serpientes tienen una mandíbula inferior muy flexible, cuyas dos mitades no están rígidamente unidas, y numerosas otras articulaciones en su cráneo. Estas modificaciones les permiten abrir la boca lo suficiente para tragar a su presa entera, incluso si es más ancha que ellos.
Las aves no tienen dientes, y dependen de otros medios para agarrar y triturar su comida. Sus picos tienen una gama de tamaños y formas de acuerdo a su dieta y están compuestos de mandíbulas alargadas. La mandíbula superior puede tener una articulación nasofrontal que permite que el pico se abra más de lo que sería posible de otra manera. La superficie exterior de los picos está compuesta por una fina vaina córnea de queratina. Los que se alimentan de néctar como los colibríes tienen lenguas de cepillo especialmente adaptadas para aspirar el néctar de las flores.
En los mamíferos, la cavidad bucal suele estar cubierta por los paladares duro y blando y rodeada por las mejillas, las glándulas salivales y los dientes superiores e inferiores, con la lengua en medio. Los dientes superiores están incrustados en el maxilar superior y los inferiores en el inferior, que se articula con los huesos temporales del cráneo. Los labios son pliegues suaves y carnosos que conforman la entrada en la boca. La cavidad bucal se vacía a través de la faringe en el esófago.

## Otras funciones
Los cocodrilos que viven en los trópicos pueden estar mucho tiempo con sus bocas abiertas para proporcionarse enfriamiento por evaporación del revestimiento de la boca. Algunos mamíferos dependen del jadeo para la termorregulación, ya que aumenta la evaporación del agua a través de las superficies húmedas de los pulmones, la lengua y la boca. Las aves también evitan el sobrecalentamiento mediante el aleteo gular, agitando las alas cerca de la piel gular (garganta), similar al jadeo en los mamíferos.

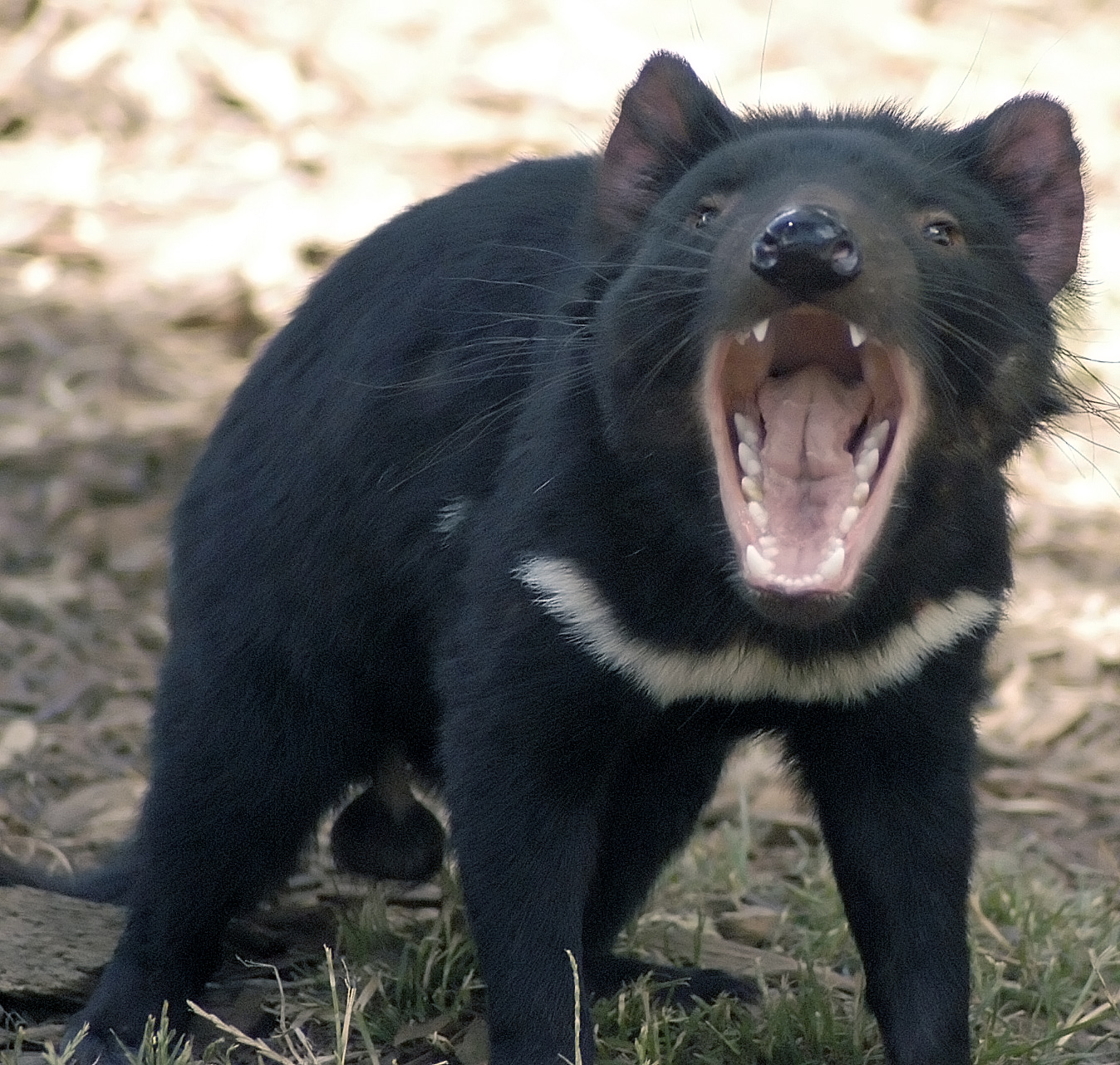
Diablo de Tasmania en posición defensiva

Varios animales usan sus bocas como muestra de amenaza. Pueden exhibir sus dientes de forma prominente o mostrar los colores sorprendentes del revestimiento de la boca. Esta exhibición permite a cada combatiente potencial la oportunidad de evaluar las armas de su oponente y disminuye la probabilidad de que sea necesario un combate real.
Las bocas también se utilizan como parte del mecanismo de producción de sonidos en la comunicación. Para producir sonidos, el aire es forzado desde los pulmones sobre las cuerdas vocales de la laringe. En los humanos, la faringe, el paladar blando, el paladar duro, la cresta alveolar, la lengua, los dientes y los labios se denominan articuladores y juegan su papel en la producción del habla. Variando la posición de la lengua en relación con los otros articuladores o moviendo los labios se restringe el flujo de aire de los pulmones de diferentes maneras produciendo una gama de diferentes sonidos. En las ranas, los sonidos pueden ser amplificados usando sacos en la región de la garganta. Los sacos vocales pueden ser inflados y desinflados y actúan como resonadores para transferir el sonido al mundo exterior. El canto de los pájaros se produce por el flujo de aire sobre un órgano vocal en la base de la tráquea, la siringe. Para cada ráfaga de canto, el pájaro abre su pico y lo vuelve a cerrar después. El pico puede moverse ligeramente y puede contribuir a la resonancia, pero el canto se origina en otro lugar.